# Joseph Needham

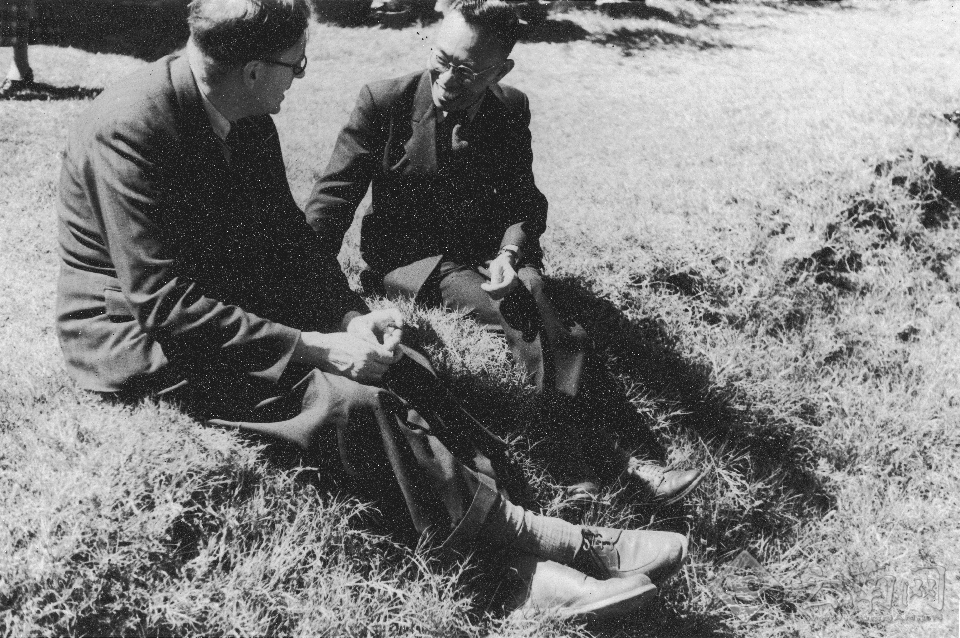
Needham och mikrobiologen Tang Feifan i Kunming, 1944

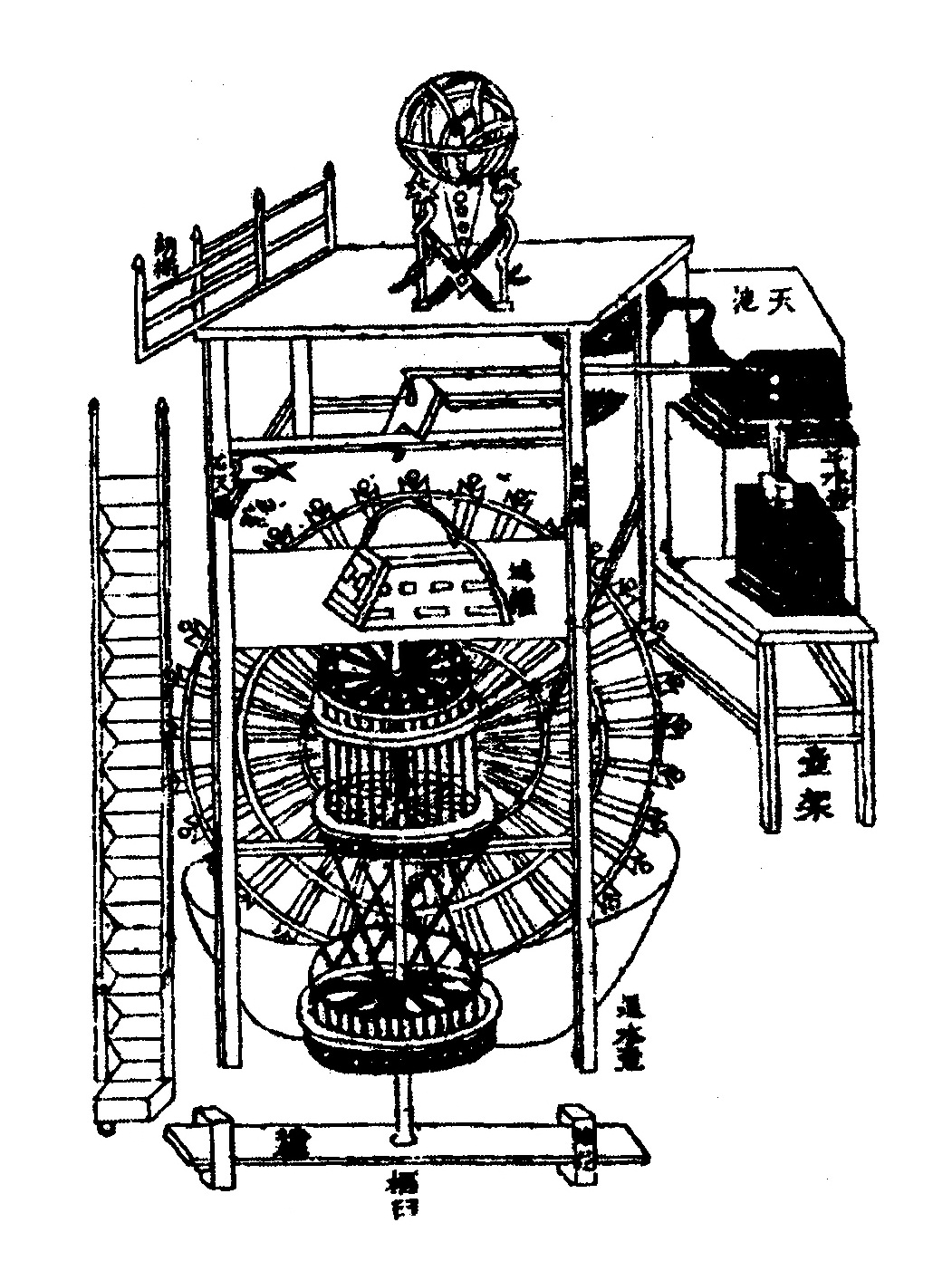
Mekaniken i Su Songs klocktorn i Kaifeng, ur Su Songs bok Xin Yi Xiang Fa Yao, publicerad 1092.

Noel Joseph Terence Montgomery Needham, född 9 december 1900, död 24 mars 1995, var en brittisk biokemist, vetenskapshistoriker och sinolog.

## Levnad

### Uppväxt
Joseph Needham växte upp son enda barn i London i en familj där fadern var läkare från Skottland och modern, Alicia Adelaïde Montgomery (1863–1945) var en fransk-irländsk kompositör och musiklärare. Han gick i skola på Oundle School och studerade vidare på Cambridge University, där han tog kandidatexamen 1921, magisterexamen 1925 och disputerade i biokemi senare samma år. Därefter arbetade han på Frederick Hopkins-laboratotiet på Gonville and Caius College, Cambridge, där han specialiserade sig på embryologi och morfogenes. Till trots av en etablerad karriär som biokemist, utvecklade sig hans yrkesbana i oväntad riktning efter andra världskriget.

### Yrkesliv
Joseph Needham fick tre kinesiska kollegor på sitt laboratorium 1936. En av dem var hans senare andra hustru Lu Gwei-djen, som var dotter till en apotekare i Nanjing och som lärde honom kinesiska och väckte hans intresse för Kinas teknologi- och vetenskapshistoria. Under andra världskriget utsågs Joseph Needham till chef under Royal Society för Sino-British Science Co-operation Office i Chongqing 1942-46.  Där samarbetade han med den kinesiske historikern Wang Ling, om spädde på hans intresse för Kinas vetenskapshistoria.
Joseph Needham skrev sin första bok, Chinese Science, om Kinas teknologihistoria 1945. Han arbetade tillsammans med ett stort antal kinesiska lärde, bland annat målaren Wu Zuoren, och gjorde forsknings- och materialinsamlingsresor till Dunhuang och Yunnan och andra provinser i västra Kina.
Efter två års arbete som Unescos förste chef för dess avdelning för Naturvetenskap i Paris, återvände han till Gonville and Caius College i Cambridge 1948. Cambridge University Press åtog sig att delfinansiera Hans omfattande bokprojekt Civilisation in China, som han arbetade med parallellt med undervisning i biokemi till sin pensionering 1990.
År 1965 grundande han tillsammans med den pensionerade diplomaten Derek Bryan Society for Anglo-Chinese Understanding, vilken under många år var den enda organisation som britter kunde använda sig av för att kunna besöka Folkrepubliken Kina.

## Science and Civilisation in China
Huvudartikel: Science and Civilization in China
Joseph Needham påbörjade år 1943 ett projekt för att studera vetenskap och civilsation i det gamla Kina. Detta projekt har sedan 1954 lett till en rad böcker med titeln Science and Civilisation in China, som utgivits av Cambridge University Press. Projektet pågår fortfarande genom Needham Research Institute.
Totalt sett har   böcker hittills utkommit inom projektet inom ramen för en ordning som Joseph Needham lade upp redan på 1940-talet:
- Vol. I. Introductory Orientations
- Vol. II. History of Scientific Thought
- Vol. III. Mathematics and the Sciences of the Heavens and Earth
- Vol. IV. Physics and Physical Technology
- Vol. V. Chemistry and Chemical Technology
- Vol. VI. Biology and Biological Technology
- Vol. VII. The Social Background

## "Needhams fråga"
Needhams fråga är: "Varför tog Västvärlden över Kinas ledning inom teknologi och vetenskap?". Utan att slutligen besvara denna fråga, lägger Joseph Needham i sina verk stor vikt till konfucianismens och daoismens inflytande.

## Övrigt
Joseph Needham var först gift med Dorothy Moyle (1896–1987) och två år efter hennes död gifte han sig 1989 med Lu Gwei-djen (1904-1991).
Han led från 1982 av Parkinsons sjukdom och dog vid 94 års ålder i sitt hem i Cambridge.

## Utmärkelser
Joseph Needham fick ett stort antal utmärkelser och blev bland annat hedersdoktor i Uppsala. Han var under sina sista levnadsår den ende levande britten som innehade de tre stora brittiska vetenskapliga utmärkelserna Order of the Companions of Honour (1992), medlemskap i British Academy (1971) och medlemskap i Royal Society (1941).
Asteroiden 2790 Needham är uppkallad efter honom.

### Fotnoter
1. ↑  Sidan 451 i Joseph Needham: Science and Civilization in China: Volume 4, Part 2, Mechanical Engineering
2. ↑  ”Minor Planet Center 2790 Needham” (på engelska). Minor Planet Center. https://www.minorplanetcenter.net/db_search/show_object?object_id=2790. Läst 19 november 2023.